# Bernal de Bonaval
Bernal de Bonaval (o Bernardo de Bonaval) fue un trovador gallego del siglo XIII, uno de los primeros en utilizar como lengua literaria el galaicoportugués

## Biografía
De él se conservan 19 cantigas, 10 de amor y 9 de amigo. Se cree que nació en Santiago de Compostela, y fue poeta áulico en las cortes de los reyes castellanos Fernando III y Alfonso X.
Se le considera un segrel (juglar de categoría inferior) relacionado con Santiago de Compostela, ya que en sus obras cita repetidamente el monasterio compostelano de Santo Domingo de Bonaval; se le considera uno de los primeros poetas de los cancioneros. 
Cuando estaba en 1266 en Villarreal (actual Ciudad Real) con el rey Alfonso X el Sabio, este le reprochó que no hubiera escrito poemas a la manera provenzal, sino como Bernal de Bonaval, lo cual parecer indicar que componía en un estilo pretrovadoresco autóctono, alejándose de cánones extranjeros, especialmente en las llamadas cantigas de romería, de temas relacionados con los santuarios. Por otra parte, según Blackmore, tuvo cierta reputación de poeta sodomita.

## Obras destacadas

### Cantigas de amor
- A dona que eu am´e tenho por senhor (CV 660, CBN 1066)flavien booyomo

▶A dona que eu am' e tenho por senhor◀ 
amostrade-mh-a, Deus, se vos en prazer for, 
se non dade-mh-a morte.
A que tenh' eu por lume d' estes olhos meus 
e por que choran sempr', amostrade-mh-a, Deus, 
se non dade-mh-a morte.
Essa que vós fezestes melhor parecer 
de quantas sey, ay, Deus!, fazede-mh-a veer, 
se non dade-mh-a morte.
Ay, Deus! que mh-a fezestes mays ca min amar, 
mostrade-mh-a hu possa con ela falar, 
se non dade-mh-a morte.
A quen tenh´eu por lume d´estes
- Fremosas, a Deus grado

- Por quanta coyta mj faz mha senhor (CV 662, CBN 1071)

Por quanta coita mj faz mha senhor
auer nunca m'en dela queixarey,
nen é dereyto ca mh'o busquey,
mays dereyt'ei en me queyxar d'amor,
por que me fez gram ben querer
quen mh'o non á de gradecer.
E nunca m'eu mha senhor hirey
queixar de quanta coyta padeçí
p(or) ela, nen do dormir que perdí,
mays d'amor semp(re) a queixar m'au(er)ey,
por que me fez [gram ben querer
quen mh'o non á de gradecer].
Por quanta coyta p(or) ela sofrí
non me lhi deu'a queyxar co(n) razón,
mays queyxarm'ey no meu cora(ç)ón
d'amor a que nunca mal mereçí,
por que my fez [gram ben querer
quen mh'o non á de gradecer].
(Edición paleográfica de Xiao Roel de CBN 1071. Libre de derechos)

#### Cantigas de amigo
Fremosas, a de(us) grado, ta(n) bo(n) día comigo (CV 726, CBN 1135)
Fremosas, a de(us) grado, ta(n) bo(n) día comigo,
ca nouas mi deseron ca uen o meu amigo.
Ca uen o meu amiguo
ta(n) bon día comigo.
Ta(n) bo(n) día comigo e fremosas, a d(eu)s grado,
ca nouas mi diss(er)on ca ue(n) o meu amado.
E f(re)mosas a d(eu)s grado
ca ue(n) o meu amado.
Ca nouas mi dissero(n) ca ue(n) o meu amado,
e and'eu moi leda, poys migu'é tal mandado.
Poys migu'é tal mandado
q(ue) ue(n) o meu amado.
(Edición paleográfica de Xiao Roel de CBN 1135. Libre de derechos)

#### Tençón
Abril Pérez, muyt'ei eu gra(n) pesar (CV 663, CBN 1072)
Abril Pérez, muyt'ei eu gra(n) pesar
da gram coyta que u(us) ueio sofrer,
ca u(us) ueio come mj lazerar,
e non poss'a mj nen a uós ualer,
ca uós moiredes com'eu d'amor,
e pero x'est a mha coyta mayor,
dereyto faç'en me de uós doer.
Don Bernaldo, quérou(us) p(er)guntar
com'ousastes tal cousa come[t]er
qual cometestes en uosso trobar,
que uossa coyta quisestes põer
com a minha: que quant'é mha senhor,
don Bernaldo, que a uossa melhor,
[tanto me faz mayor coyta sofrer].
Abril Pérez, fóstesme demandar
de tal demanda, que resposta non
ha hy mester, e co(n)uén de prouar
o que disestes das donas entóm:
enme(n)témolas e sabelas án,
e poys las souberem, julgarnas ham
e uen[ç]a que(n) teu(er) melhor razón.
Don Bernaldo, eu hyría ementar
a mha senhor, assý d(eu)s me perdóm;
se non ouuese med'e(n) lhe pesar,
eu a dyría muy de cora[ç]ón
ca hűa ren sey eu dela [de] pram,
que, poys la soubere(n), conhoc(er)lh'ám
melhoría q(ua)ntas no mundo ssom.
Abril Pérez, os olhos enganar
[u]am home(n) das cousas q(ue) gra(n) be(n) quer,
assý fez(er)om uós, a meu cuydar,
e por seer asý com'eu dis(er):
se uos uistes alguna dona tal,
tan fremosa e que ta(n) muyto ual,
mha senhor hé ca non out(ra) [mulher].
Don Bernaldo, quérou(us) consselhar
ben, e creédem'é(n), se u(us) prouguer,
que non digades que hides amar
bona dona, ca u(us) non é mester
de dizerdes de bona dona mal,
ca ben sabem(us), don Bernaldo, qual
senhor sol sempr'a s(er)uir segrel.
(Edición paleográfica de Xiao Roel de CBN 1071. Libre de derechos)